# 波尔托新堡
波尔托新堡（義大利語：Castelnuovo di Porto）是意大利拉齐奥大区罗马首都广域市的一个市镇，面积30.8平方公里，人口7,851人（2004年）。